# Den gyldne Edderkop
Den gyldne Edderkop er en amerikansk stumfilm fra 1916 af Joe De Grasse.

## Medvirkende
- Louise Lovely som Leonita & Elisa
- Lon Chaney som Giovanni
- Lule Warrenton som Rosa
- Gilmore Hammond som Cyrus Kirkham
- Marjorie Ellison som Mrs. Kirkham